# Зоя Димитрова
Зоя Димитрова Иванова е българска журналистка.
Родена е през 1954 година. Започва кариерата си в списание „Общество и право“, след това работи във вестниците „168 часа“, „Монитор“ и „Политика“. Тя е разследващ журналист с интереси към областта на организираната престъпност и наследниците на Държавна сигурност. През 2002 година обработва и издава спомените на висшия функционер на комунистическия режим Огнян Дойнов.
През 2008 година Димитрова става говорител на новосъздадената Държавна агенция „Национална сигурност“ и заема поста по време на скандала със злоупотреби на службата около Информационно дело „Галерия“, до смяната на ръководството през август 2009 година. След това създава и за кратко оглавява седмичника „Галерия“. По това време срещу нея започва разследване за огласяване на класифицирана информация, но през 2012 година е оправдана в съда. През 2010 година издава книгата „Любен Гоцев. Човекът в сянка“, посветена на генерала от Държавна сигурност Любен Гоцев.
Зоя Димитрова умира от рак на 25 февруари 2015 година.